# Тяньчжушань
Заповедник Тяньчжушань (кит. 天柱山; пиньинь: Tiān Zhù Shān, буквально «горы небесного столба») — это юго-восточная вершина горного хребта Дабе, который находится в уезде Цяньшань («Скрытые Горы») городского округа Аньцин провинции Аньхой, КНР, в среднем и нижнем течении реки Янцзы.
Горная вершина Тяньчжу возвышается на 1488,4 м над уровнем моря. Площадь заповедника составляет 82,46 км². Она отличается разнообразным ландшафтом, включающим 45 пиков, 86 необычных камней (каждый из которых имеет своё название), 17 перевалов, 18 скал, 22 пещеры, 8 водопадов, 13 рек, 3 озера и 2 бамбуковые рощи. На вершину ведут два пути: от Восточных и Западных «ворот в небесный двор» (у первого довольно крутая лестница; второй полегче, по нему можно пройтись пешком, но можно также воспользоваться канатной дорогой).

## Культурное значение
Тяньчжушань прославился своей живописностью и энергетикой ещё в древности. Его посещали такие знаменитости как Конфуций, Лао-цзы и Чжуан-цзы. Это место использовали для практик Гэ Хун и Цзо Цы. Во времена империй Тан и Сун на склонах горы насчитывалось ок. 100 даосских и буддийских монастырей. Впоследствии сложился своеобразный стиль тяньчжушаньского цигуна, соединивший в себе методы практики и элементы мировоззрений буддизма, даосизма и конфуцианства, а также элементы традиционной китайской медицины.
В списке знаменитых китайских интеллектуалов, посещавших Тяньчжушань, также стоят Сыма Цянь, Ли Бо, Бо Цзюйи, Ван Аньши, Су Дунпо, Хуан Тинцзянь, Лю Байвэнь, Ши Кэфа и др. Помимо природных достопримечательностей заповедника особую ценность, историческую и каллиграфическую, имеют также их стихи, высеченные в камне.